# Bryophaenocladius fumosinus
Bryophaenocladius fumosinus är en tvåvingeart som först beskrevs av Charles Howard Curran 1930.  Bryophaenocladius fumosinus ingår i släktet Bryophaenocladius och familjen fjädermyggor.
Artens utbredningsområde är New York. Inga underarter finns listade i Catalogue of Life.